# Felicia Sträßer
Felicia Sophie Sträßer (* 16. Dezember 2007) ist eine deutsche Fußballspielerin.

## Karriere

### Vereine
Aus der Jugend des FC Carl Zeiss Jena hervorgegangen, anfänglich für die C-Jugend- anschließend für die B-Jugendmannschaft spielend, rückte sie zur Saison 2023/24 in die erste Mannschaft auf. Für diese bestritt sie elf Punktspiele in der 2. Bundesliga. Ihr Pflichtspieldebüt gab sie am 17. Dezember 2023 (13. Spieltag) beim 2:0-Sieg im Auswärtsspiel gegen die TSG 1899 Hoffenheim II mit Einwechslung für Hannah Mesch in der Nachspielzeit. Ihr erstes von drei Saisontoren erzielte sie am 14. April 2024 (20. Spieltag) beim 3:1-Sieg im Heimspiel gegen den Hamburger SV mit dem Treffer zum 3:0 in der 60. Minute per Kopf.
Mit Platz 2 am Ende ihrer Premierensaison stieg sie mit ihrer Mannschaft in die Bundesliga auf. Dieser wurde erst mit dem 2:0-Sieg am letzten Spieltag über die TSG 1899 Hoffenheim II durch ihr Tor zur 1:0-Führung und dem Tor zum 2:0 ihrer Mitspielerin Josephine Bonsu gesichert, da der SV Meppen, der ebenfalls gewann, mit einem Punkt auf Abstand gehalten werden konnte. In der höchsten Spielklasse debütierte sie zum Saisonstart am 31. August bei der 0:2-Niederlage im Auswärtsspiel gegen Eintracht Frankfurt mit Einwechslung für Melina Reuter in der 66. Minute.

### Auswahlmannschaft
Sträßer kam als Spielerin der Auswahlmannschaft des Thüringer Fußball-Verbandes in der Altersklasse U14 (2018) und U16 (2019) im Turnier um den DFB-Länderpokal an der Sportschule Wedau in Duisburg in drei und vier Spielen zum Einsatz.

## Privates
Ihr Vater Carsten war Fußballprofi, der auch beim FC Carl Zeiss Jena ausgebildet wurde. Ihr Großvater Ralf Sträßer spielte viermal in der DDR-Nationalelf.